# Borisz Boriszovics Kokorev
Borisz Boriszovics Kokorev, oroszul: Борис Борисович Ко́корев (Tbiliszi, 1959. április 20. – Moszkva, 2018. október 22.) olimpiai bajnok orosz sportlövő.

## Pályafutása
1988-ban a szöuli olimpián szovjet színekben nyolcadik, 1992-ben a barcelonai olimpián egyesült csapatbeli versenyzőként a 22. helyen végzett légpisztolyban. Az 1996-os atlantai olimpián orosz színekben szabadpisztolyban olimpiai bajnok lett. A 2000-es sydneyi olimpián 12., a 2004-es athéni olimpián ötödik helyezést ért el ugyanebben a versenyszámban.

## Sikerei, díjai
- Olimpiai játékok
  - aranyérmes: 1996, Atlanta – szabadpisztoly